# أنطونيو إسبارسا
أنطونيو إسبارسا (بالإسبانية: Antonio Esparza)‏ مواليد 6 يناير 1962 في ساباديل، إسبانيا، هو دراج إسباني سابق.

## روابط خارجية
- أنطونيو إسبارسا على موقع أرشيف الدراجات (الإنجليزية)
- أنطونيو إسبارسا على موقع إحصائيات الدراجات الإحترافية (الإنجليزية)